# Comté de Grand (Utah)
Pour les articles homonymes, voir Grand et Comté de Grand.
Le comté de Grand (en anglais : Grand County) est l’un des vingt-neuf comtés de l'État de l’Utah, aux États-Unis. Il a été créé en 1890. Le siège du comté est Moab. Selon le recensement de 2010, sa population est de 9 225 habitants.

## Zones protégées
Le parc national des Arches se trouve dans le comté. Il inclut le district historique de Wolfe Ranch.

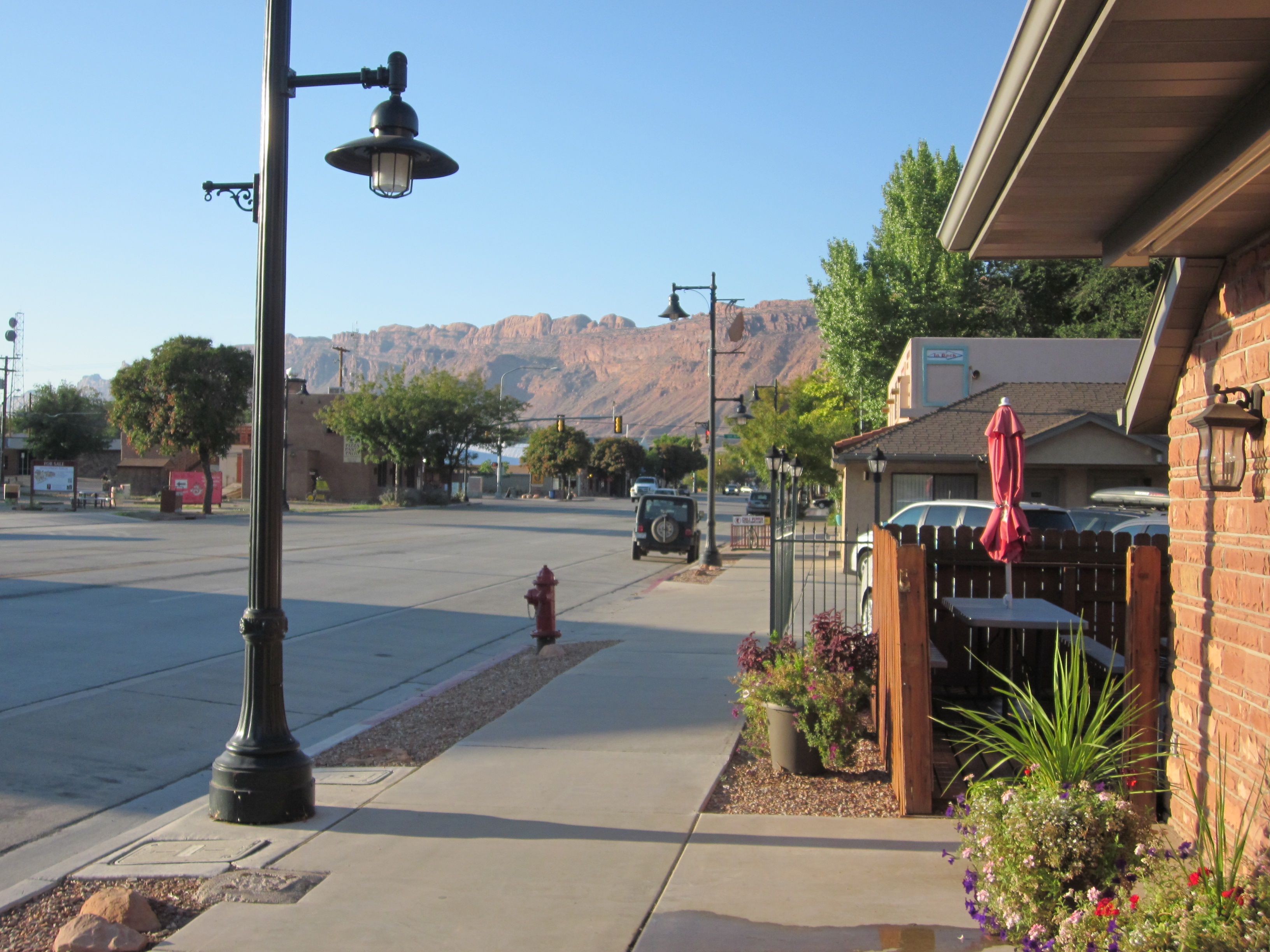
Moab.
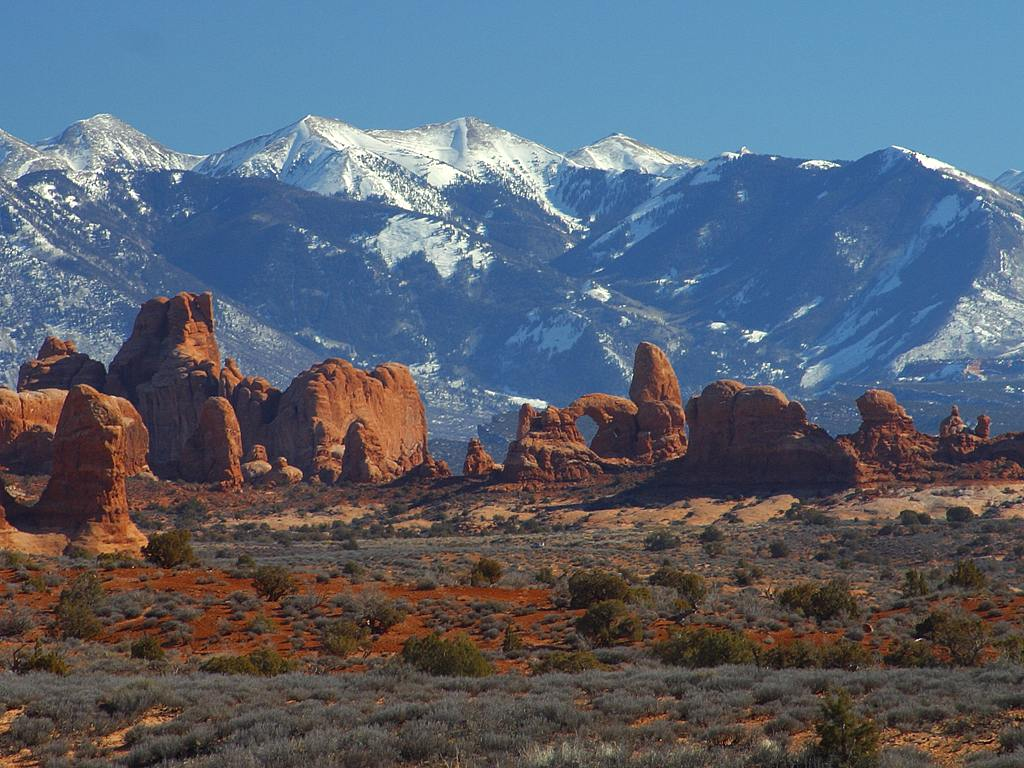
Parc national des Arches.
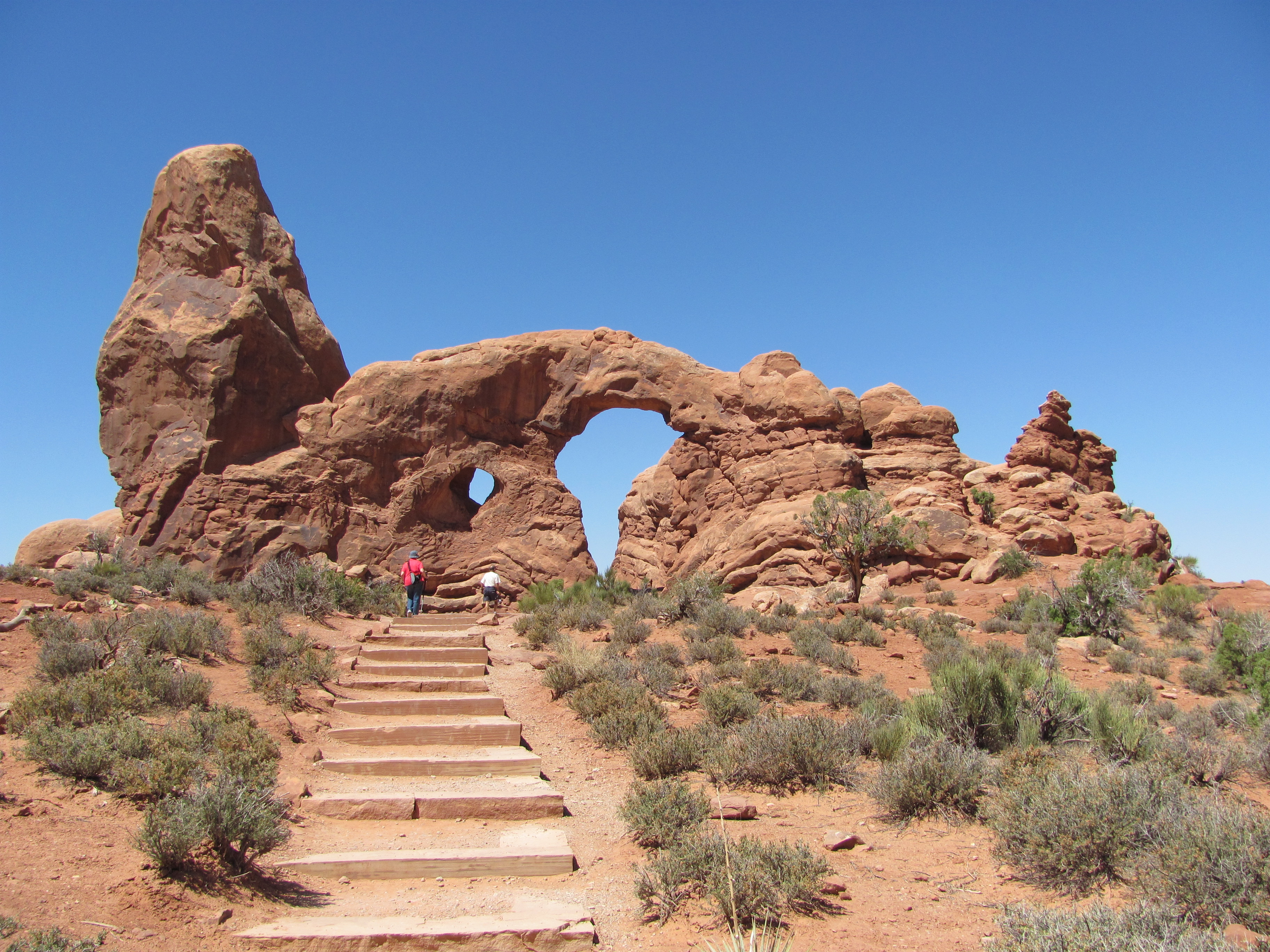
Turret Arch.
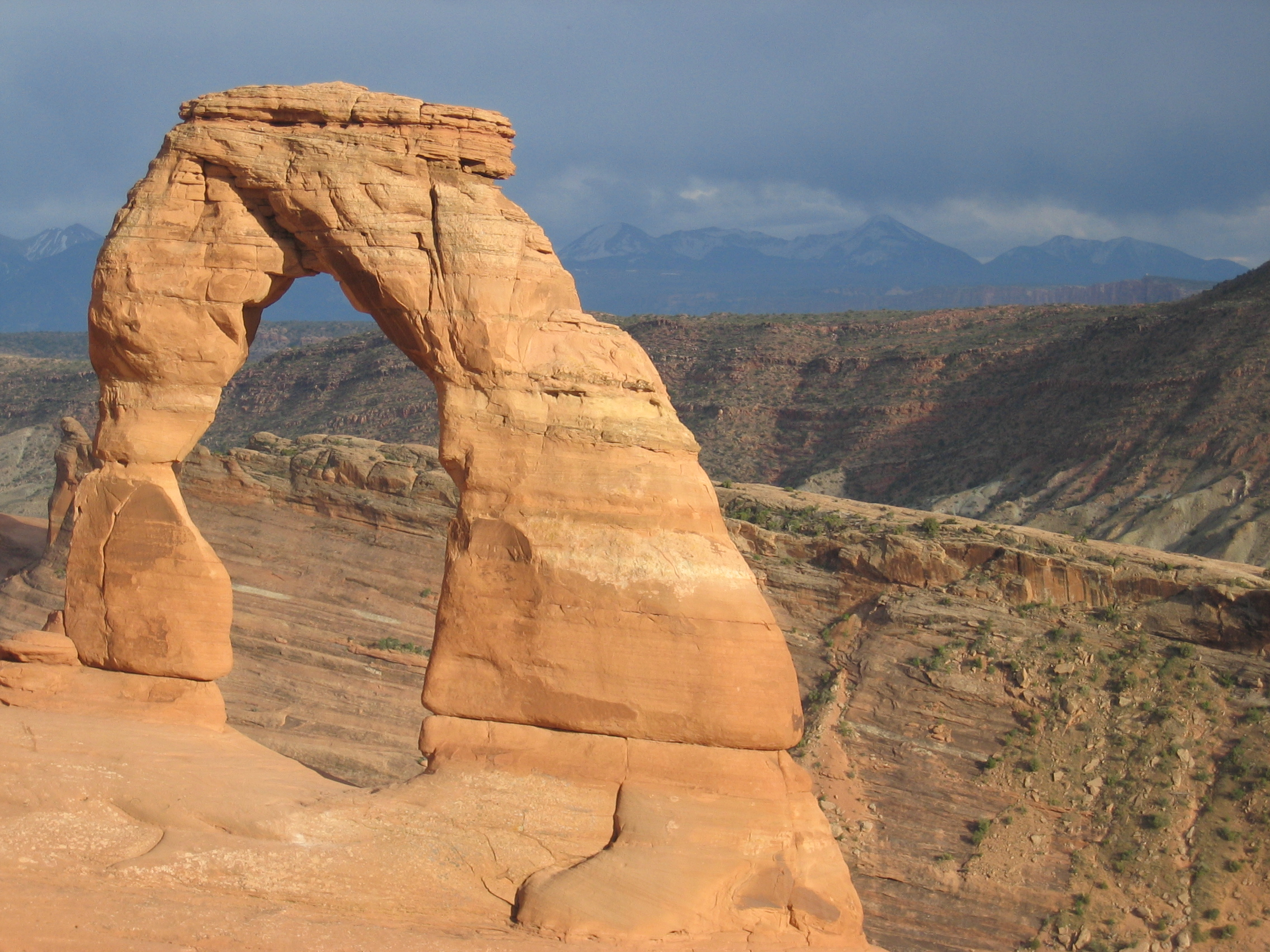
Delicate Arch.
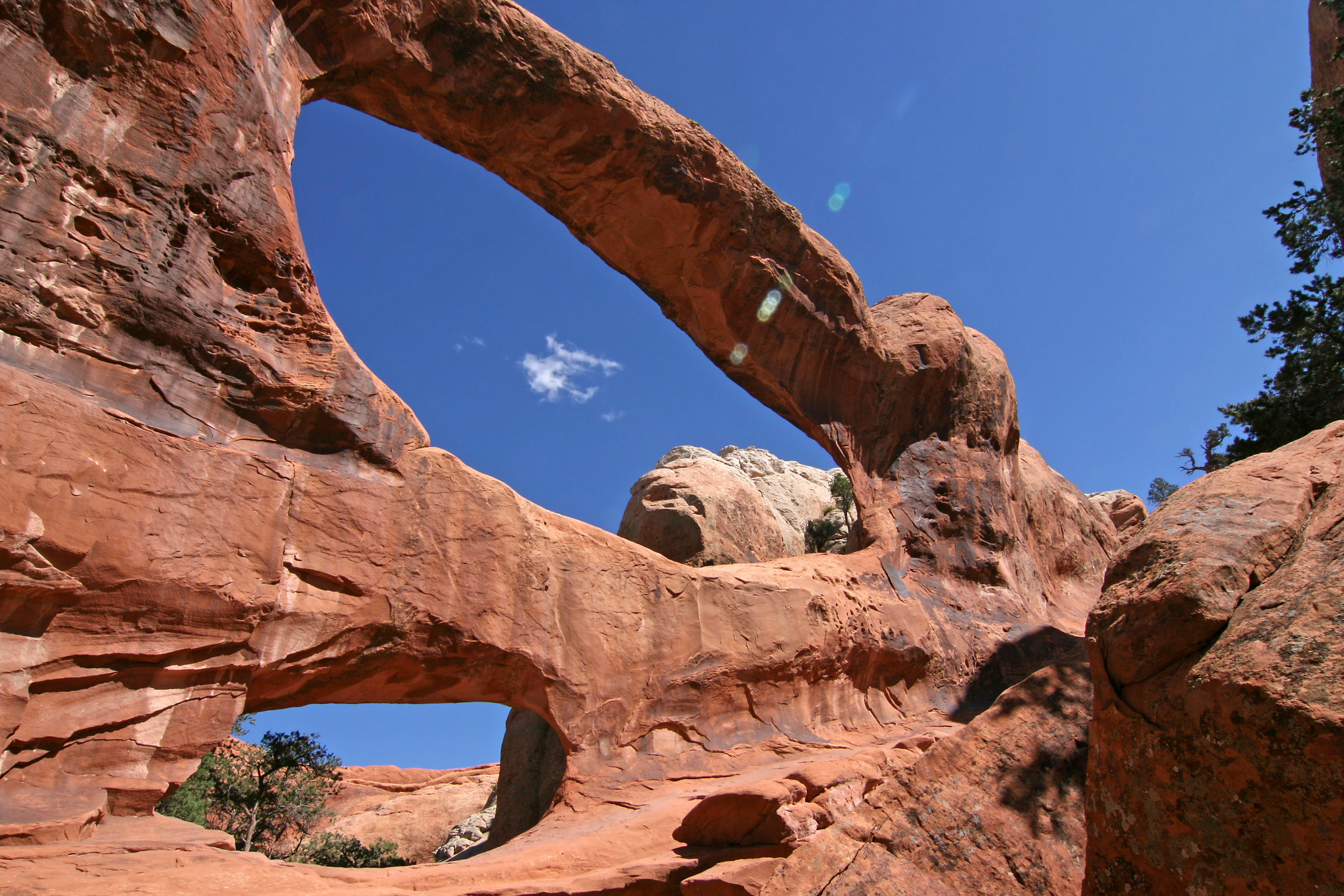
Double O Arch.
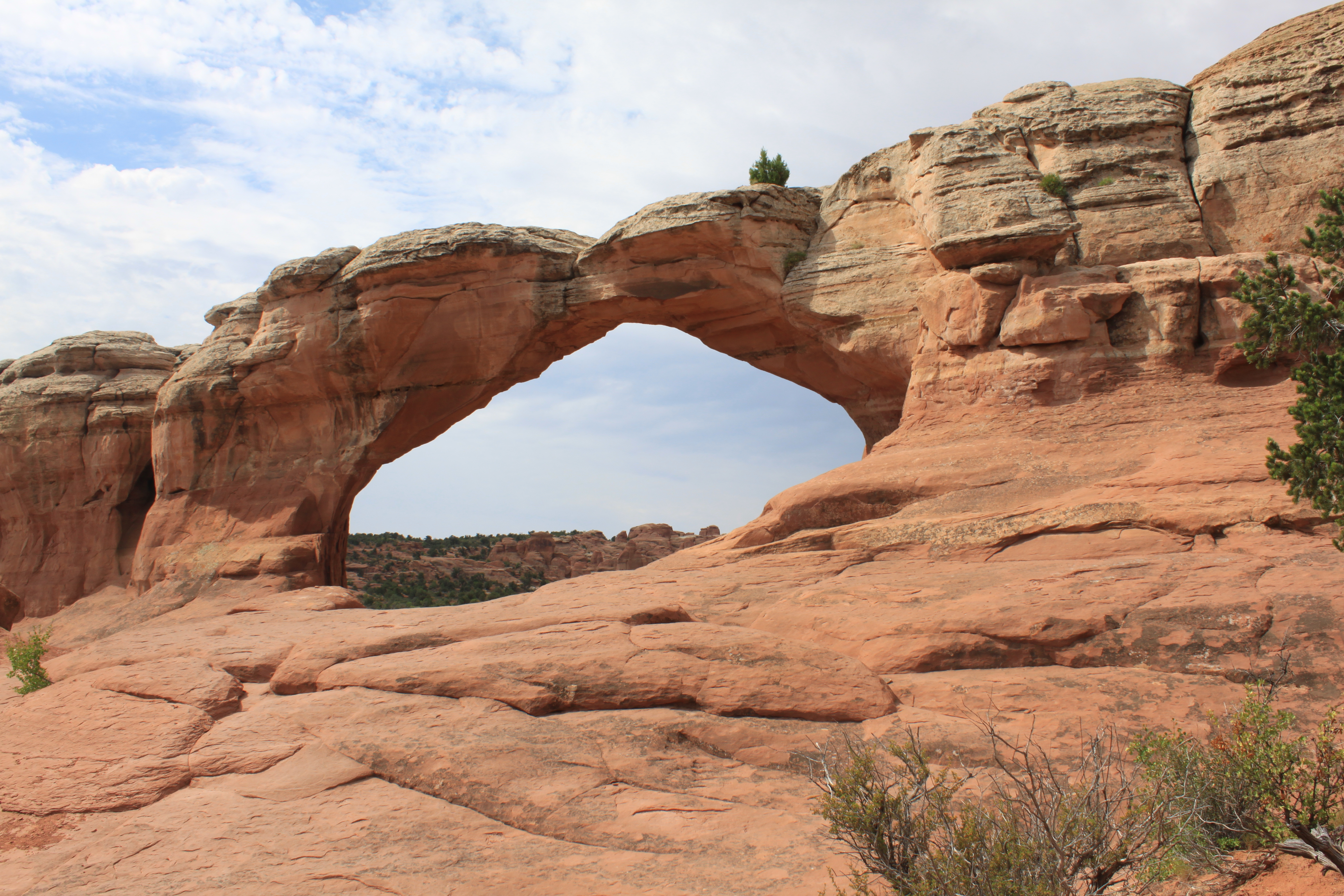
Broken Arch.
Dewey Bridge, ancien pont suspendu sur le Colorado.
Skyline Arch